# Université privée de Fès
L'université privée de Fès ou UPF (en arabe : الجامعة الخاصة لفاس) est un établissement d'enseignement supérieur privé reconnue par l'état situé à Fès, au Maroc.

## Historique
Fondée par la Société maghrébine de gestion et de formation (SOMAGEF) en 2006 sous le nom « École polytechnique des nouvelles technologies - Technologia », l'UPF est devenue une université privée en décembre 2013. Il s'agit du premier campus privé de Fès.

## Formations et diplômes
L'établissement est composé d'une faculté, d'un institut et de deux écoles :

### Faculté des sciences de l'ingénieur
- Génie civil
- Génie Electronique, Automatisme et Automatique
- Génie Énergies Renouvelables et Systèmes Énergétiques
- Génie informatique

### Institut des hautes études juridiques et sociales
- Droit notarial et des affaires

### Fès Business School
- Comptabilité,contrôle et audit
- Management des Ressources Humaines
- Commerce International
- Marketing et Communication
- Finance et Banque
- Logistique et Transport
- Prépas économiques et commerciales

### Ecole Supérieure des Métiers de l’Architecture et du Bâtiment
- Architecture d'intérieur et design
- Paysagiste
- Urbanisme et Aménagement